# Plitvička Jezera
Ne doit pas être confondu avec Parc national des lacs de Plitvice.
Plitvička Jezera (prononcé [ˈplitʋitʃka jezˈera]) est un village et une municipalité située dans le comitat de Lika-Senj, en Croatie. Au recensement de 2001, la municipalité comptait 4 668 habitants, dont 67,29 % de Croates et 30,51 % de Serbes ; le village seul comptait 381 habitants.

## Localités
La municipalité de Plitvička Jezera compte 41 localités :
| - Bjelopolje - Čanak - Čujića Krčevina - Donji Vaganac - Drakulić Rijeka - Gornji Vaganac - Gradina Korenička - Homoljac - Jasikovac - Jezerce | - Kalebovac - Kapela Korenička - Kompolje Koreničko - Končarev Kraj - Korana - Korenica - Kozjan - Krbavica - Ličko Petrovo Selo - Mihaljevac | - Novo Selo Koreničko - Oravac - Plitvica Selo - Plitvička Jezera - Plitvički Ljeskovac - Poljanak - Ponor Korenički - Prijeboj - Rastovača - Rešetar | - Rudanovac - Sertić Poljana - Smoljanac - Šeganovac - Trnavac - Tuk Bjelopoljski - Vranovača - Vrelo Koreničko - Vrpile - Zaklopača | - Željava |